# Рандов, Норберт
Норберт Рандов (нем. Norbert Randow, 27 ноября 1929, Нойштрелиц — 1 октября 2013, Берлин) — немецкий славист, болгарист, переводчик и издатель. Занимался изданием переводов литературы на болгарском, белорусском, русском и старославянском языках; считался лучшим славистом и болгаристом в Европе.

## Биография
Окончил классическую гимназию в Нойштрелице.
До 1953 года изучал славистику в Ростоке и Восточном Берлине, где получил высшее образование по специальности «Русская и болгарская филология», тема диплома «Новая болгарская литература в Германии».
Впервые приехал в Болгарию в 1952 году.
В 1954 поступил в аспирантуру в Софии, работал по теме «Пенчо Славейков и немецкая литература».
Однако не успел её закончить, через год в 1955 был отозван посольством ГДР из-за публикации сатирического обзора в «Стыршел» на только что изданный немецко-болгарский словарь.
После работал ассистентом в Славянском институте Берлинского университета им. Гумбольдта, вёл семинарские занятия и читал лекции по болгарской литературе.
В 1962 во время обыска в его доме Штази нашла экземпляр «Доктора Живаго» Бориса Пастернака, что стало основанием для обвинения в антисоветской клевете. Впрочем, ещё тогда его дом стал легендарным местом встреч свободомыслящих интеллектуалов из художественных и научных кругов Восточного Берлина, среди которых были Петер Хухель, Эрих Аренд, Хенрик Береска, Элизабет Ротмалер. Был осуждён на три года лишения свободы, в 1962—1965 годах отбывал наказание «за антигосударственную пропаганду», а также за «помощь нелегальной эмиграции» из ГДР, поскольку его друг бежал через канализацию в Западный Берлин. На этом академическая карьера Рандова закончилась, до 1989 он оставался под постоянным наблюдением Штази без права на осуществление профессии.
По освобождении и до падения Берлинской стены зарабатывал на жизнь как свободно практикующий переводчик и издатель — переводит художественную литературу с болгарского, белорусского, русского и старославянского языков и издаёт в ГДР. С 1978 года для исследований и переводов почти ежегодно ездил в Болгарию, эта деятельность финансировалась стипендией Болгарской Академии наук. В Болгарии общается со многими болгарскими учеными, поэтами, писателями, среди них были и самые близкие его друзья — Александр Геров, Жана Николова, Минко Николов, Борис Делчев, Ивайло Петров, Радой Ралин, Димитр Аврамов и др.
В 1967 познакомился со своей будущей женой, которая жила в Западном Берлине. Виделись они редко, поскольку могли встречаться друг с другом только в Болгарии. В семье родился сын Клеменс, названный так в честь болгарского и всеславянского просветителя Климента Охридского.
После политических изменений в 1989 года продолжил работу в Берлинском университете им. Гумбольдта, где в 1992—1995 гг. (до выхода на пенсию) занимал позицию приглашённого профессора по болгарской и белорусской литературе.
Познакомившись со своим шурином Владимиром Чапегой (его сестра Гундула вышла замуж, пока Норберт сидел в тюрьме), заинтересовался белорусской литературой. Среди его знакомых были, в частности, Василь Быков, Владимир Короткевич, Янка Брыль, Александр Рязанов, Рыгор Бородулин, Владимир Орлов.
С русского языка переводит таких авторов как Осип Мандельштам, Владимир Михановский, Александр Ломм, Геннадий Гор, Анатолий Днепров, Владимир Набоков.
Пишет обзорные статьи в литературную энциклопедию Kindlers Neues Literatur Lexikon (1992—1998); публикует в славистских журналах и сборниках многочисленные рецензии, статьи, био-библиографические очерки о болгарских, белорусских и русских писателях, о немецко-болгарских культурных взаимоотношениях прошлого и современности.
В мае 2004 года на Кафедре южнославянских языков и литературы Берлинского университете им. Гумбольдта открылась одна из крупнейших болгаристических библиотек за пределами Болгарии, которой Рандов дарит коллекцию из 13 000 единиц, включающих уникальные издания книг и периодики с XIX века, в число которых входит ценное издание «Неделника» Софрония Врачанского 1806 года, а также газета «Литературный фронт/Литературный форум» с 1952 года.
Умер 1 октября 2013 года после тяжёлой болезни.

## Деятельность
- В 2003 году в фондах Верхнелужицкой научной библиотеки в Гёрлице нашёл ранее неизвестный экземпляр пражского издания «Библии» Франциска Скорины[7].
- Переводит «Житие[болг.]» Софрония Врачанского и «Историю» отца Паисия с уникальным 90-страничным комментарий к ней[2].
- Перевел на немецкий язык произведения ряда белорусских авторов, в том числе Максима Богдановича, Василя Быкова, Алеся Гаруна, Максима Горецкого, Якуба Коласа, Янки Купалы и др.
  - Перевод повести М. Горецкого «Две души», над которой Рандов работал много лет и которую называл «ключевым произведением белорусской литературы»[5], вышел в 2014 году, после его смерти[8].

## Признание
- Награда БАН «Паисий Хилендарски» за перевод «История» Паисия Хилендарского (1985)[3]
- Орден «Стара-планина» I степени (Болгария, 2001)[3]
- Лейпцигская книжная премия за вклад в европейское взаимопонимание (2001)[9][10]
- Орден «За заслуги перед Федеративной Республикой Германия» (2008)[3]
- Почётный доктор Шуменского университета[болг.] (2004)[3][11], Юго-западного университета (2007)[3], Софийского университета (2010)[3][12][13]
- Почётный член Белорусского ПЕН-центра и Союза белорусских писателей[14]
- Почётный член немецко-болгарского общества за развитие отношений между Болгарией и Германией[3]
- Почётный член Союза переводчиков в Болгарии[болг.][3][15].

### Авторские книги
- Bulgarische Erzähler. Berlin: Verl. Neues Leben, 1961.
- EU-Bulgaristik. München: Sagner, 2009.

### Наиболее важные переводы[16]
С болгарского
- Svetoslav Minkov, Die Dame mit den Röntgenaugen (Дама с рентгеновскими глазами). Berlin: Buchverl. Der Morgen, 1959.
- Ivajlo Petrov, Nonkas Liebe (Нонкина любовь). Berlin: Verlag Neues Leben, 1960.
- Iwan Wasow, Unter dem Joch (Под игом). 1967, 1969.
- Aleaxander Gerow, Phantastische Novellen (Фантастические новеллы). 1968.
- Atanas Daltschew, Gedichte (Стихи). 1975.
- Die pannonischen Legenden (Паннонские легенды). Wien: Edition Tusch, 1973.
- Iwan Wasow, Die brennenden Garben. Ausgewählte Erzählungen (Горящие снопы. Избранные рассказы). Nachdichtungen von Uwe Grüning. Leipzig: Insel-Verlag, 1978, 162 S.
- Atanas Daltschew, Fragmente (Фрагменты). 1980, 1982.
- Paisij Chilendarski, Slawobulgarische Geschichte (Славяноболгарская история). Leipzig: Insel-Verlag, 1984.
- Bulgarische Erzählungen des 20. Jahrhunderts (Болгарские рассказы XX века). Frankfurt am Main: Insel-Verlag, 1996.
- Eurydike singt (Эвридика поёт) (Антология болгарской женской поэзии). Köln: Gutke, 1999.
- Pejo Jaworow, Gedichte (Стихи). 1999.
- Mirela Ivanova, Einsames Spiel. Gedichte (Одинокая игра). 2000.

С белорусского
- Störche über den Sümpfen. Beloruss. Erzähler (Аисты над болотами. Белорусская сказители). 1977.
- Die junge Eiche. Klassische beloruss. Erzählungen (Молодой дуб. Классические белорусские рассказы). 1987.
- Wassil Bykauš, Treibjagd (Облава). 1995.

С русского
- Ossip Mandelstam, Gespräch über Dante (Разговор о Данте). 1984.
- Wladimir Nabokow, Petrograd 1917 (Петроград 1917). 1992.